# Antigermanisme
« Anti-allemand » redirige ici. Ne pas confondre avec Anti-allemand (Allemagne).
 (avril 2011).

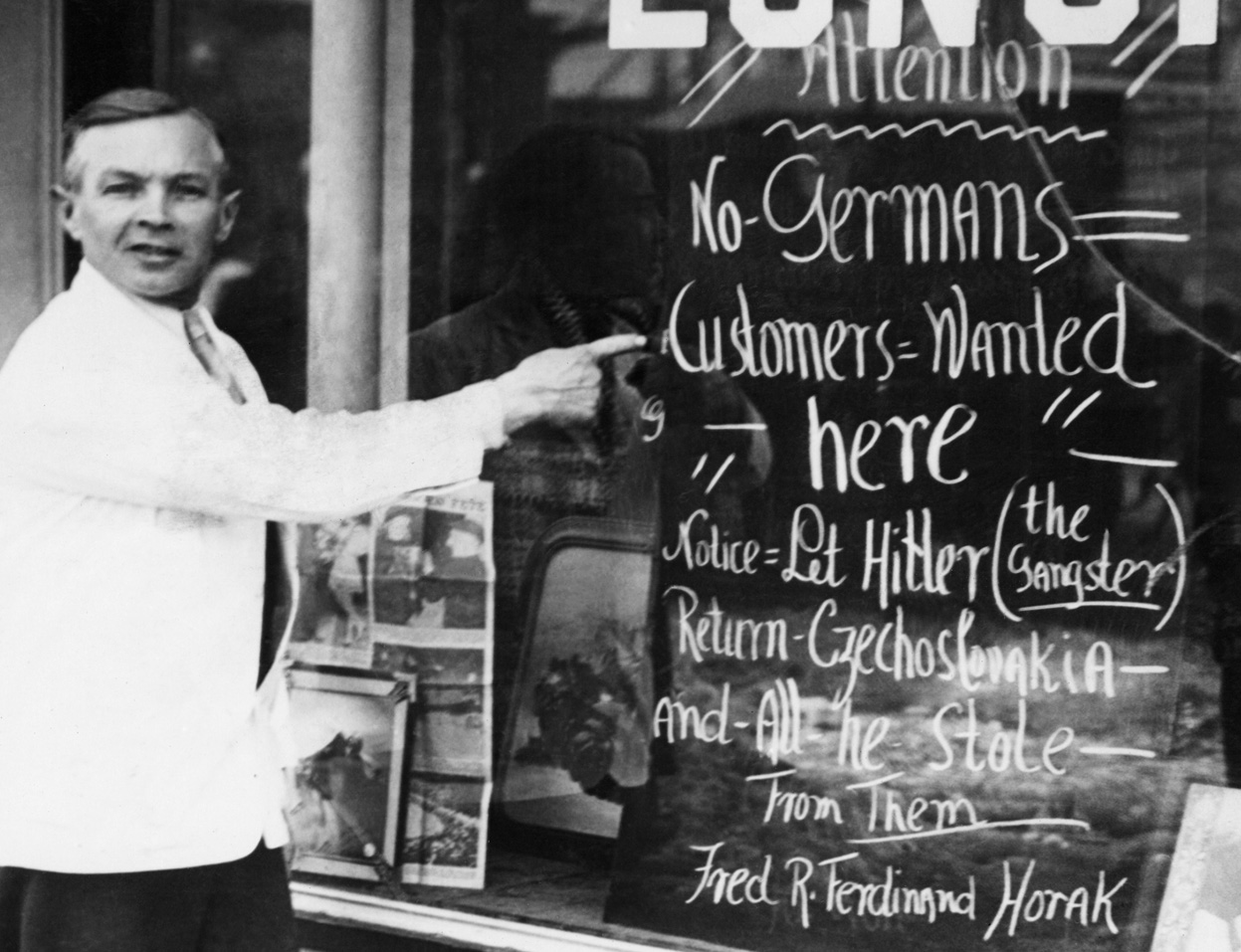
Devanture d'un restaurant présentant une pancarte antigermanique le 18 mars 1939 à Somerville (Massachusetts).

L’antigermanisme (anti-germanisme, germanophobie, anti-allemand) est une attitude d'hostilité ou de peur manifestée envers l'Allemagne, les Allemands, la culture ou la langue allemande.
En France, ce sentiment connaît un essor particulier sous la Troisième République et est accentué par l'occupation du territoire français par les troupes nazies.

## Antigermanisme en Allemagne
En Allemagne-même, les Antideutsche désignent des groupes autonomes ou libertaires radicalement antinationalistes qui par antifascisme peuvent se positionner pro-sionistes et pro-américains. Cela peut les amener à refuser l'entrée de certains espaces aux personnes vêtues d'un keffieh voire à des affrontements au sein même des mouvements dits « de gauche » contre les « anti-impérialistes » à tendance pro-palestinienne.

## Antigermanisme en France

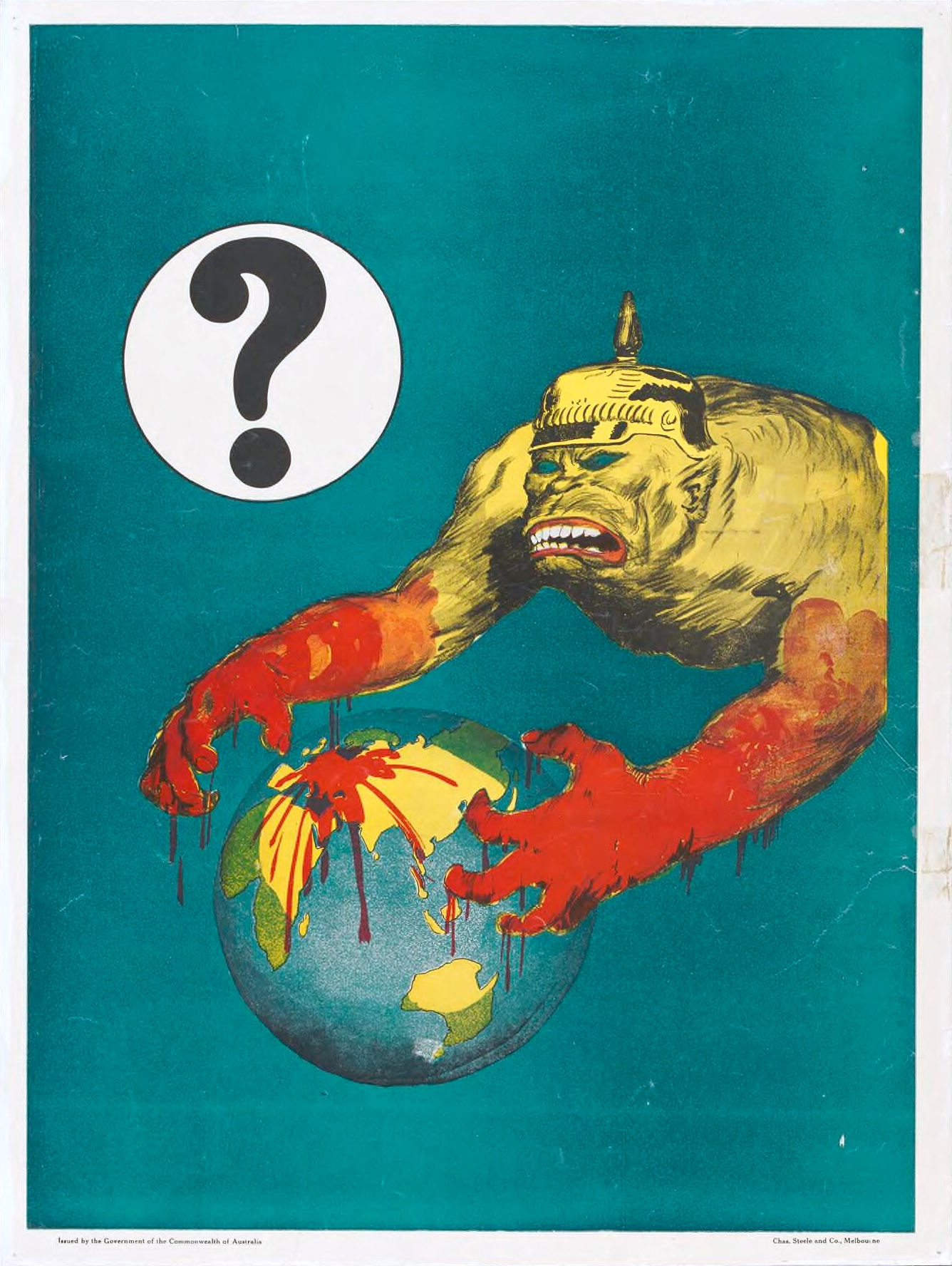
Caricature australienne datant de la Première Guerre mondiale : un monstre à casque à pointe, aux mains tachées de sang, essaie de s'emparer de la Terre.

### Avant leXIXesiècle
En 1789, à la veille de la Révolution française, l'abbé Sieyès, dans son pamphlet Qu'est-ce que le Tiers-État ?, accuse la famille royale et les familles nobles d'être des descendants de Francs qui auraient conquis illicitement le territoire gallo-romain : « Pourquoi ne renverrait-il pas dans les forêts de la Franconie toutes ces familles qui conservent la folle prétention d’être issues de la race des conquérants et d’avoir succédé à leurs droits ? La nation, alors épurée, pourra se consoler, je pense, d’être réduite à ne se plus croire composée que des descendants des Gaulois et des Romains. »

### DuXIXesiècleà la Première Guerre mondiale
Le début du XIXe siècle est marqué par une certaine fascination des intellectuels français à l'égard de l'Allemagne, par exemple Germaine de Staël qui dans De l'Allemagne parle d'« un peuple de poètes et de musiciens ». Le romantisme allemand joue en cela un rôle important, les figures de Goethe, Schiller, Novalis, Heinrich von Kleist, Brentano ou encore Achim von Arnim suscitant de l'intérêt. En 1842, Victor Hugo fait un éloge du Rhin. Gérard de Nerval traduit Faust. En 1826, Victor Cousin écrit : « Hegel, dites-moi la vérité, puis j'en passerai à mon pays ce qu'il en pourra comprendre » et, en 1866, Ernest Renan note : « J'ai étudié l'Allemagne et j'ai cru entrer dans un temps. Tout ce que j'y ai trouvé est pur, élevé, moral, beau et touchant […]. Je considère que cet avènement d'un esprit nouveau est un évènement analogue à la naissance de la chrétienté ». Les progressistes saluent le mouvement révolutionnaire pro-unité allemande, faisant oublier l'ancienne mosaïque d'États princiers ; les conservateurs voient en la Prusse une société d'ordre.

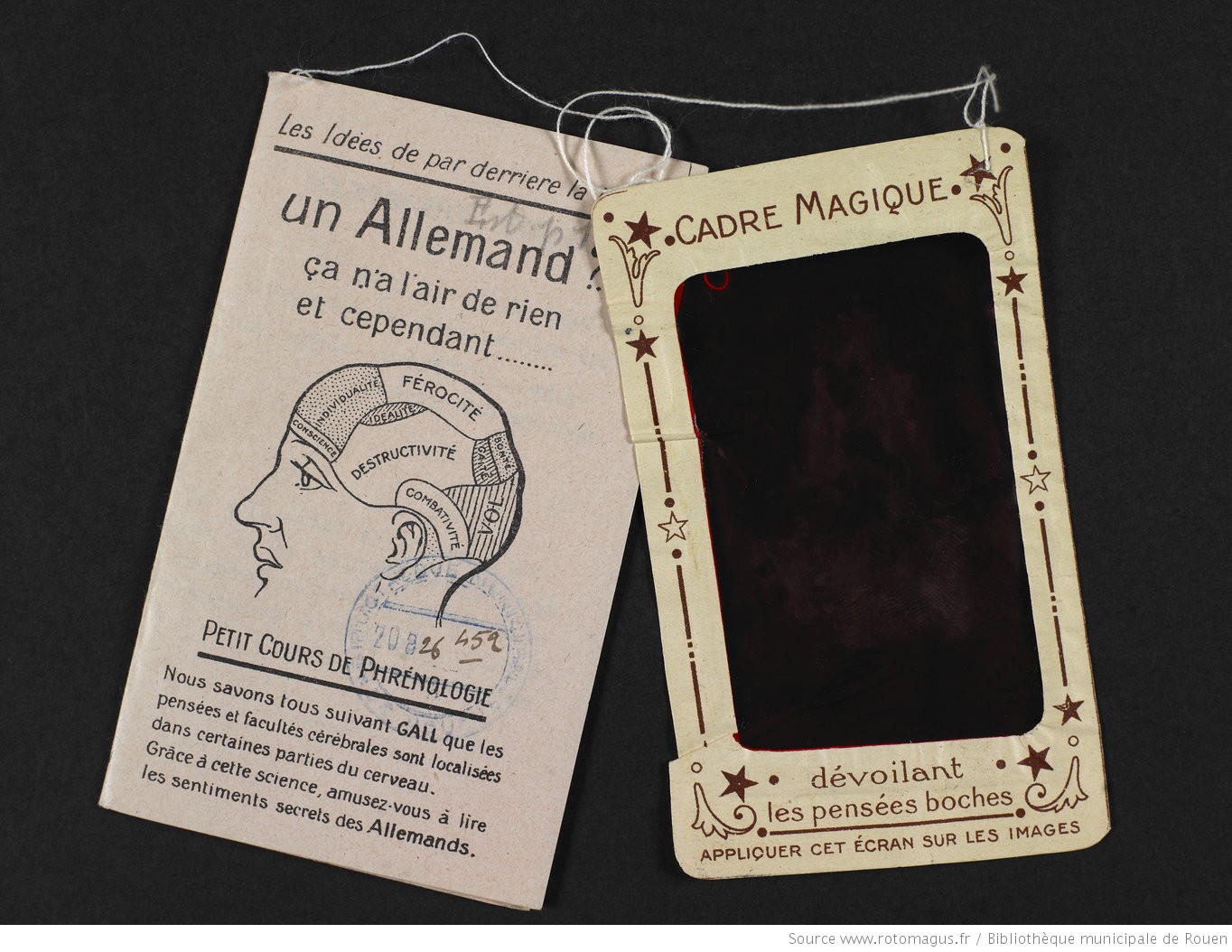
Carte postale française de 1919, dévoilant le prétendu cerveau du boche, éditeur Chambrelent.

La haine de l'Allemand ou de ceux qu'on surnommait les « boches », les « teutons », les « schleus », les « fritz » ou encore les « fridolins » ou les « frisés » va s'expliquer par l'annexion de l'Alsace et de la Moselle par la Prusse à la suite du conflit armé de 1870. Étroitement liée au revanchisme, cette idéologie est largement véhiculée par la presse, la littérature et les courants politiques nationalistes de l'époque. Elle trouve son point culminant avec le boulangisme, l'affaire Schnæbelé et l'affaire Dreyfus (liées à une affaire d'espionnage allemand) et les accidents diplomatiques (Kiel, Tanger) qui ponctuent la première décennie du XXe siècle. Pour plusieurs, l'antigermanisme se confond également avec l'antisémitisme, l'anti-protestantisme et la haine des Lumières (Aufklärung). Le juif, le protestant et le philosophe (Emmanuel Kant en particulier) étant associés par stéréotype à la culture allemande.
L'illustrateur Hansi figure des Alsaciennes pleurant leur province perdue. Charles Maurras critique les ambitions géopolitiques allemandes dans Kiel et Tanger (1910). Dans Les Jeunes gens d'aujourd'hui, Henri Massis et Alfred de Tarde écrivent : « J'ai quitté Goethe pour Racine et Mallarmé ». En 1909, Maurice Barrès publie Colette Baudoche, où une jeune Messine refuse d'épouser l'officier allemand dont elle est amoureuse car « il n'est pas de sa race ». Cette défiance se couple en même temps d'un fort pouvoir d'attraction, Lanson et Adler copiant en Sorbonne les méthodes du positivisme allemand. En effet, les victoires prussiennes lors de la dernière guerre sont comprises comme un succès de l'éducation et de l'armée allemande, dont certains s'inspirent.
En 1896, Maurice Schwob publie Le danger allemand : étude sur le développement industriel et commercial de l'Allemagne.
L'approche imminente de la Première Guerre mondiale soulève à nouveau les passions antiallemandes et des éditeurs parisiens comme la Nouvelle Librairie nationale, et Bloud et Gay exploitent sans relâche cette forme de ressentiment en multipliant les publications haineuses envers l'ennemi (par exemple, la collection Pages actuelles 1914-1916 de Bloud et Gay propose des titres tels : Léon Daudet, Contre l'esprit allemand, 1916 ; Francis Marre, La Chimie meurtrière des Allemands ; Fernand Passelecq, Pour teutoniser la Belgique ; Jacques Bainville, La presse et la guerre. L'Action française ; Louis Arnould, Le duel franco-allemand en Espagne). L'illustrateur Jean-Jacques Waltz est également très connu pour ses dessins antiallemands durant la Première Guerre mondiale.
Durant la guerre, l'antigermanisme touche également la Belgique. Certains accusent même les Allemands de couper la main des petites filles.

### Entre-deux-guerres et nazisme

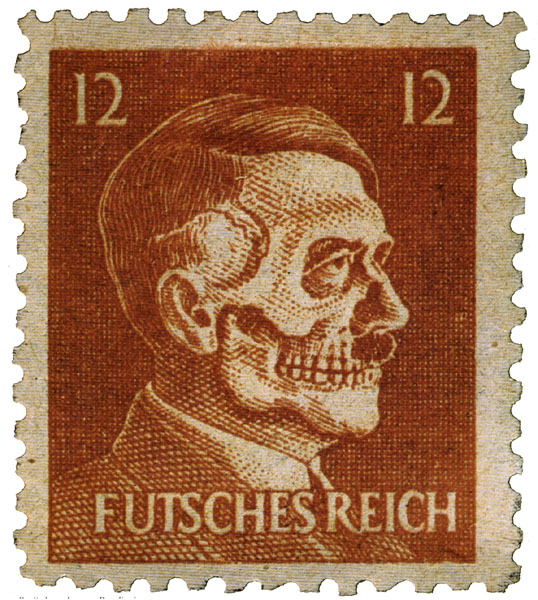
Vignette de propagande américaine présentant un timbre avec Adolf Hitler et une tête de mort.

Après le traité de Versailles, l'idéologie disparaît progressivement, mais les militants de l'Action française, Jacques Bainville en tête, restent insatisfaits du sort réservé à l'Allemagne après la guerre (« Cette paix trop douce pour ce qu'elle a de dur, et trop dure pour ce qu'elle a de doux »). Louis Dimier, par exemple, aurait souhaité un démantèlement systématique du pays en plusieurs provinces. Fidèle à leurs convictions revanchistes, Maurras et ses confrères poursuivront leur offensive en critiquant le Troisième Reich durant les années 1930. En 1926, Maurras écrit ainsi : « Nous sommes des nationalistes. Nous ne sommes pas des nationalistes allemands. Nous n'avons aucune doctrine qui soit commune avec eux […]. On ne fera pas de nous des racistes ou des gobinistes », puis en juillet 1936 : « l'entreprise raciste est certainement une folie pure et sans issue ».
Si l'attitude antigermaniste fut extrêmement répandue en France durant la Première Guerre mondiale, elle eut toutefois ses critiques. Elle fut rejetée par une bonne partie des militants socialistes qui défendaient des idéaux internationalistes et entretenaient des liens avec la social-démocratie allemande (Karl Liebknecht, Rosa Luxemburg). Du côté des écrivains, Romain Rolland, favorable au socialisme, refusa fermement cette attitude et se réfugia en Suisse. Il fut d'ailleurs la tête de turc de nombreux polémistes français de l'époque.
L'entre-deux-guerres est également marqué par un approfondissement des liens franco-allemands. Jacques Benoist-Méchin traduit des œuvres de Fritz von Unruh, en 1935 est créé le Comité France-Allemagne et en 1927 la Revue d'Allemagne, où écrivent notamment Jules Romain et Jean Giraudoux. Cette germanophilie, teintée de pacifisme, n'est toutefois pas naïve, Jean Giraudoux écrivant dans Siegfried et le Limousin : « L'Allemagne n'est pas une entreprise sociale et humaine, c'est une conjuration poétique et démoniaque. Toutes les fois que l'Allemand a voulu faire d'elle un édifice pratique, son œuvre s'est effondrée en quelques lustres ».
S'il s'est surtout manifesté à droite et à l'extrême droite, l'antigermanisme a également été véhiculé par des personnalités de gauche qui se rallièrent à un certain nationalisme durant la guerre. Ce phénomène n'est pas étranger à l'Union sacrée de Clemenceau pendant laquelle plusieurs adversaires politiques suspendirent leurs hostilités « internes » pour se porter à la défense de la nation.
Charles Maurras (et l'Action française), Léon Daudet ou Louis Dimier comptent parmi les plus célèbres représentants d'un antigermanisme lié à l'antisémitisme.
La germanophobie utilise l'homophobie, des rumeurs sur l’homosexualité d'Adolf Hitler étant largement entretenus en France dans l'entre-deux-guerres. Cela est à mettre en perspective avec un poncif datant du début du XXe siècle, où l'homosexualité était considérée comme un « vice allemand ».
Durant la Seconde Guerre mondiale, une partie des élites passe de la germanophilie au collaborationnisme. En octobre 1941, un voyage d'écrivains a lieu à Weimar, en présence notamment de Pierre Drieu la Rochelle, Robert Brasillach, Jacques Chardonne ou encore Marcel Jouhandeau. En 1944, avouant que certains Français « auront plus ou moins couché avec l'Allemagne », il reconnaît s'être trompé : « L'Allemagne avait été ma maîtresse ».
Aux États-Unis, 11 507 Germano-Américains sont internés durant le conflit.

### Guerre froide
L'après Seconde Guerre mondiale est également marqué chez les élites sous le sceau d'une forme de réconciliation, même si dans les années 1950 le général de Gaulle n'accepte pas le réarmement de l'Allemagne, jugeant que « les cadavres sont encore chauds » et le Parti communiste français critique également ce réarmement, la CED et la CECA, dans un contexte de Guerre froide. Des manifestants crient : « Schuman, le Boche ». En 1963 est signé le traité de l'Élysée, qui marque un tournant. Des visites symboliques entre Charles de Gaulle et Konrad Adenauer ont lieu, l'Office franco-allemand pour la jeunesse est créé et en 1984 François Mitterrand et Helmut Kohl se serrent la main, ce qui apparaît comme un signal fort. On parle depuis de couple franco-allemand.

### AuXXIesiècle
La germanophobie reste liée au ressentiment durable vis-à-vis du IIIe Reich ; par ailleurs il affleure régulièrement lors de négociations dans le cadre de l'Union européenne, l’Allemagne, du fait de son rôle moteur dans l’économie européenne et de ses excédents commerciaux, étant parfois dénoncée pour imposer ses choix dans ce domaine.
En 2011, Arnaud Montebourg lorsqu'il critiquait la politique européenne d'Angela Merkel, la qualifiant de « diktat », a été critiqué par l'Union pour un mouvement populaire, Jean-François Copé notamment, qui l'accusait d'être germanophobe.
En 2013, la journaliste Odile Benyahia-Kouider (correspondante de Libération pour cinq ans en Allemagne) note que « même s'ils ont pardonné, même s’ils ont œuvré pour la réconciliation entre les deux peuples, mêmes s'ils n'appellent plus les Allemands « Boches », les Français ne se départent pas complètement de leurs vieilles rancœurs. Ils estiment que les Allemands leur sont éternellement redevables. Les socialistes, tout comme leurs camarades conservateurs avant eux, jugent tout à fait normal que la « grosse » Allemagne paie les dettes des pays du Sud et se porte garante pour toutes les dettes à venir via les eurobonds ou d’autres instruments similaires… Comme toujours dans les moments de crise, la France préfère trouver un bouc émissaire plutôt que d'ausculter ses propres faiblesses et de chercher les remèdes adéquats ».
En 2015, la presse se fait une nouvelle fois écho d'une germanophobie d'une partie de la classe politique (allant du Front de gauche au Front national, en passant par le PS ou Les Républicains), dans le contexte de la crise financière grecque.
Dans son livre Le Hareng de Bismack, Jean-Luc Mélenchon revient sur les accusations de germanophobie dont il fait l'objet, dénonçant au contraire une « germanolâtrie » des élites du Parti socialiste et des Républicains, selon son analyse alignés sur la politique d'Angela Merkel, voyant dans les critiques portant sur l'Allemagne un « débat interdit » où « seul le louange est licite ».

## Antigermanisme dans d'autres pays
La germanophobie qui est également présente dans divers pays a des racines diverses. En Europe centrale, elle est généralement l'héritage de la Seconde Guerre mondiale.
Elle ressurgit par exemple en 2003, quand la députée conservatrice Erika Steinbach, présidente de la Fédération des expulsés, qui représente les réfugiés et les expulsés allemands des provinces orientales de l'Allemagne et d'Europe de l'Est après la Seconde Guerre mondiale, propose la création d'un centre de documentation sur le sujet à Berlin. Cela provoque l'ire de la Pologne et une vague de germanophobie, illustrée par le magazine polonais Wprost avec un dessin représentant la députée en uniforme nazi, assise à califourchon sur le chancelier Gerhard Schröder.
La crise de la dette publique grecque a donné lieu au milieu des années 2010, notamment vis-à-vis de l'intransigeance de l'Allemagne par rapport à la Grèce, à de la germanophobie et des représentations de la chancelière Angela Merkel en nazie.